# Веслування на байдарках і каное на літніх Олімпійських іграх 2020 — байдарки-двійки, 500 метрів (жінки)
Змагання з веслування на байдарках-двійках на дистанції 500 м серед жінок на літніх Олімпійських іграх 2020 відбулися 2 - 3 серпня 2021 року на Веслувальному каналі Сі Форест.

## Формат змагань
Змагання з веслування на байдарках і каное в спринті складаються з чотирьох раундів: попередніх заїздів, чвертьфіналів, півфіналів і фіналів. Особливості проходження етапів залежать від кількості човнів, що розпочинають змагання.

## Розклад
Змагання в цій дисципліні відбулися впродовж двох днів поспіль, два раунди на день. Всі сесії розпочинаються о 9:30 за місцевим часом. Під час однієї сесії можуть відбуватися змагання в кількох різних дисциплінах.
| З | Попередні заїзди | ¼ | Чвертьфінали | ½ | Півфінали | Ф | Фінал |

| Дисципліна↓/Дата → | Пон 2 | Пон 2 | Вів 3 | Вів 3 | Сер 4 | Сер 4 | Чет 5 | Чет 5 | П'ят 6 | П'ят 6 | Суб 7 | Суб 7 |
| ------------------ | ----- | ----- | ----- | ----- | ----- | ----- | ----- | ----- | ------ | ------ | ----- | ----- |
| Б-1, 200 м (жінки) | З     | ¼     | ½     | Ф     |       |       |       |       |        |        |       |       |

## Результати

### Заїзди
Перший і другий човни виходять до півфіналу, решта - потрапляють до чвертьфіналу.

#### Заїзд 1
| Місце | Доріжка | Байдарочниця                                              | Країна                           | Час      | Примітки |
| ----- | ------- | --------------------------------------------------------- | -------------------------------- | -------- | -------- |
| 1     | 6       | Данута Козак Дора Бодоньї                                 | Угорщина (HUN)                   | 1:45.735 | SF       |
| 2     | 3       | Кіра Степанова Варвара Баранова                           | Олімпійський комітет Росії (ROC) | 1:47.874 | SF       |
| 3     | 5       | Ана Роксана Легасі Вікторія Шварц                         | Австрія (AUT)                    | 1:48.220 | QF       |
| 4     | 4       | Кукліновська Людмила Олегівна Тодорова Анастасія Ігорівна | Україна (UKR)                    | 1:50.733 | QF       |
| 5     | 2       | Афеф Бен Ісмаїл Хаула Сассі                               | Туніс (TUN)                      | 2:05.770 | QF       |

#### Заїзд 2
| Місце | Доріжка | Байдарочниця                     | Країна              | Час      | Примітки |
| ----- | ------- | -------------------------------- | ------------------- | -------- | -------- |
| 1     | 5       | Кароліна Ная Анна Пулавська      | Польща (POL)        | 1:44.606 | SF       |
| 2     | 4       | Манон Остан Сара Гуйо            | Франція (FRA)       | 1:45.533 | SF       |
| 3     | 3       | Лі Дун'їнь Чжоу Юй               | Китай (CHN)         | 1:45.831 | QF       |
| 4     | 2       | Алісія Госкін Теніл Гаттон       | Нова Зеландія (NZL) | 1:49.832 | QF       |
| 5     | 6       | Джеймі Робертс Джо Бріґден-Джонс | Австралія (AUS)     | 1:52.097 | QF       |

#### Заїзд 3
| Місце | Доріжка | Байдарочниця                                        | Країна          | Час      | Примітки |
| ----- | ------- | --------------------------------------------------- | --------------- | -------- | -------- |
| 1     | 6       | Тамара Чіпеш Еріка Медвецкі                         | Угорщина (HUN)  | 1:42.776 | SF       |
| 2     | 4       | Худенко Ольга Сергіївна Литвинчук Марина Вікторівна | Білорусь (BLR)  | 1:43.377 | SF       |
| 3     | 2       | Кароліне Арфт Сара Брюслер                          | Німеччина (GER) | 1:48.058 | QF       |
| 4     | 5       | Шпела Пономаренко Яніч Аня Остерман                 | Словенія (SLO)  | 1:48.509 | QF       |
| 5     | 3       | Юлі Фунх Болетте Нюванґ Іверсен                     | Данія (DEN)     | 1:52.730 | QF       |

#### Заїзд 4
| Місце | Доріжка | Байдарочниця                    | Країна              | Час      | Примітки |
| ----- | ------- | ------------------------------- | ------------------- | -------- | -------- |
| 1     | 3       | Ліза Керрінгтон Кейтлін Рейгал  | Нова Зеландія (NZL) | 1:43.836 | SF       |
| 2     | 4       | Сабріна Герінг Тіна Дітце       | Німеччина (GER)     | 1:44.894 | SF       |
| 3     | 2       | Алісса Булл Еліс Вуд            | Австралія (AUS)     | 1:45.499 | QF       |
| 4     | 5       | Ермієн Петерс Лізе Брукс        | Бельгія (BEL)       | 1:48.137 | QF       |
| 5     | 6       | Аланна Брей-Лауїд Маделін Шмідт | Канада (CAN)        | 1:49.776 | QF       |

### Чвертьфінали
Перші чотири човни виходять до півфіналу, решта - вибувають.

#### Чвертьфінал 1
| Місце | Доріжка | Байдарочниця                      | Країна              | Час      | Примітки |
| ----- | ------- | --------------------------------- | ------------------- | -------- | -------- |
| 1     | 6       | Ермієн Петерс Лізе Брукс          | Бельгія (BEL)       | 1:47.649 | SF       |
| 2     | 4       | Кароліне Арфт Сара Брюслер        | Німеччина (GER)     | 1:48.450 | SF       |
| 3     | 5       | Ана Роксана Легасі Вікторія Шварц | Австрія (AUT)       | 1:49.777 | SF       |
| 4     | 3       | Алісія Госкін Теніл Гаттон        | Нова Зеландія (NZL) | 1:50.507 | SF       |
| 5     | 7       | Юлі Фунх Болетте Нюванґ Іверсен   | Данія (DEN)         | 1:52.678 |          |
| 6     | 2       | Афеф Бен Ісмаїл Хаула Сассі       | Туніс (TUN)         | 2:10.979 |          |

#### Чвертьфінал 2
| Місце | Доріжка | Байдарочниця                                              | Країна          | Час      | Примітки |
| ----- | ------- | --------------------------------------------------------- | --------------- | -------- | -------- |
| 1     | 6       | Шпела Пономаренко Яніч Аня Остерман                       | Словенія (SLO)  | 1:46.929 | SF       |
| 2     | 4       | Алісса Булл Еліс Вуд                                      | Австралія (AUS) | 1:47.057 | SF       |
| 3     | 5       | Лі Дун'їнь Чжоу Юй                                        | Китай (CHN)     | 1:47.471 | SF       |
| 4     | 2       | Джеймі Робертс Джо Бріґден-Джонс                          | Австралія (AUS) | 1:50.325 | SF       |
| 5     | 7       | Аланна Брей-Лауїд Маделін Шмідт                           | Канада (CAN)    | 1:51.862 |          |
| 6     | 3       | Кукліновська Людмила Олегівна Тодорова Анастасія Ігорівна | Україна (UKR)   | 1:53.184 |          |

### Півфінали
Перші чотири човни виходять до фіналу A, решта - потрапляють до фіналу B.

#### Півфінал 1
| Місце | Доріжка | Байдарочниця                        | Країна              | Час      | Примітки |
| ----- | ------- | ----------------------------------- | ------------------- | -------- | -------- |
| 1     | 4       | Данута Козак Дора Бодоньї           | Угорщина (HUN)      | 1:37.912 | FA       |
| 2     | 5       | Тамара Чіпеш Еріка Медвецкі         | Угорщина (HUN)      | 1:38.446 | FA       |
| 3     | 3       | Манон Остан Сара Гуйо               | Франція (FRA)       | 1:38.632 | FA       |
| 4     | 6       | Сабріна Герінг Тіна Дітце           | Німеччина (GER)     | 1:38.954 | FA       |
| 5     | 8       | Лі Дун'їнь Чжоу Юй                  | Китай (CHN)         | 1:39.404 | FB       |
| 6     | 7       | Кароліне Арфт Сара Брюслер          | Німеччина (GER)     | 1:39.421 | FB       |
| 7     | 1       | Алісія Госкін Теніл Гаттон          | Нова Зеландія (NZL) | 1:44.119 | FB       |
| 8     | 2       | Шпела Пономаренко Яніч Аня Остерман | Словенія (SLO)      | DNF      |          |

#### Півфінал 2
| Місце | Доріжка | Байдарочниця                                        | Країна                           | Час      | Примітки |
| ----- | ------- | --------------------------------------------------- | -------------------------------- | -------- | -------- |
| 1     | 5       | Ліза Керрінгтон Кейтлін Рейгал                      | Нова Зеландія (NZL)              | 1:36.724 | OB, FA   |
| 2     | 7       | Алісса Булл Еліс Вуд                                | Австралія (AUS)                  | 1:37.109 | FA       |
| 3     | 6       | Худенко Ольга Сергіївна Литвинчук Марина Вікторівна | Білорусь (BLR)                   | 1:37.198 | FA       |
| 4     | 4       | Кароліна Ная Анна Пулавська                         | Польща (POL)                     | 1:37.219 | FA       |
| 5     | 2       | Ермієн Петерс Лізе Брукс                            | Бельгія (BEL)                    | 1:39.046 | FB       |
| 6     | 8       | Ана Роксана Легасі Вікторія Шварц                   | Австрія (AUT)                    | 1:39.497 | FB       |
| 7     | 3       | Кіра Степанова Варвара Баранова                     | Олімпійський комітет Росії (ROC) | 1:42.069 | FB       |
| 8     | 1       | Джеймі Робертс Джо Бріґден-Джонс                    | Австралія (AUS)                  | 1:42.092 | FB       |

### Фінали

#### Фінал B
| Місце | Доріжка | Байдарочниця                      | Країна                           | Час      | Примітки |
| ----- | ------- | --------------------------------- | -------------------------------- | -------- | -------- |
| 9     | 4       | Ермієн Петерс Лізе Брукс          | Бельгія (BEL)                    | 1:38.475 |          |
| 10    | 5       | Лі Дун'їнь Чжоу Юй                | Китай (CHN)                      | 1:39.790 |          |
| 11    | 3       | Кароліне Арфт Сара Брюслер        | Німеччина (GER)                  | 1:39.953 |          |
| 12    | 6       | Ана Роксана Легасі Вікторія Шварц | Австрія (AUT)                    | 1:40.007 |          |
| 13    | 8       | Джеймі Робертс Джо Бріґден-Джонс  | Австралія (AUS)                  | 1:41.073 |          |
| 14    | 7       | Алісія Госкін Теніл Гаттон        | Нова Зеландія (NZL)              | 1:41.121 |          |
| 15    | 2       | Кіра Степанова Варвара Баранова   | Олімпійський комітет Росії (ROC) | 1:44.054 |          |

#### Фінал A
| Місце | Доріжка | Байдарочниця                                        | Країна              | Час      | Примітки |
| ----- | ------- | --------------------------------------------------- | ------------------- | -------- | -------- |
| 1     | 4       | Ліза Керрінгтон Кейтлін Рейгал                      | Нова Зеландія (NZL) | 1:35.785 | OB       |
| 2     | 8       | Кароліна Ная Анна Пулавська                         | Польща (POL)        | 1:36.753 |          |
| 3     | 5       | Данута Козак Дора Бодоньї                           | Угорщина (HUN)      | 1:36.867 |          |
| 4     | 3       | Тамара Чіпеш Еріка Медвецкі                         | Угорщина (HUN)      | 1:37.114 |          |
| 5     | 6       | Алісса Булл Еліс Вуд                                | Австралія (AUS)     | 1:37.412 |          |
| 6     | 2       | Худенко Ольга Сергіївна Литвинчук Марина Вікторівна | Білорусь (BLR)      | 1:37.647 |          |
| 7     | 7       | Манон Остан Сара Гуйо                               | Франція (FRA)       | 1:40.329 |          |
| 8     | 1       | Сабріна Герінг Тіна Дітце                           | Німеччина (GER)     | 1:42.406 |          |